# Ляньхуа (кинокомпания)
Кинокомпания Ляньхуа (кит. упр. 联华影业公司, пиньинь Liánhuá yǐngyè gōngsī) — одна из крупнейших кинокомпаний Китая в 1930-х годах.

## Название
В англоязычном мире название компании записывали как «Lianhua Productions», «China Film Company», «United China Film Company» и «United Photoplay Service».

## История
Кинокомпанию формально зарегистрировали в Гонконге в марте 1930 года бизнесмен Ло Минъю и кинорежиссёр Ли Миньвэй, однако уже в 1931 году вся деятельность была перенесена в бурлящий Шанхай. В том же году в компанию была интегрирована созданная Ли Цзиньхуэем вокально-танцевальная труппа «Минъюэ» (первый случай в истории, когда группа, исполняющая китайскую народную музыку, стала частью киноиндустрии). Компания вобрала в себя четыре существовавшие в 1920-х годах в Шанхае независимые киностудии — «Миньсинь», «Дачжунхуа Байхэ», «Шанхай Инси» и «Сянгун Инъе» — и сделала их четырьмя своими студиями. В результате она стала второй по величине кинокомпанией Китая, лишь немного уступая лидеру — кинокомпании «Минсин». Однако Первое Шанхайское сражение нанесло компании сильный ущерб, так как японские бомбардировки уничтожили многие здания компании, в том числе студию № 4.
К середине 1930-х годов она стала «клониться влево», что явилось отражением борьбы между Гоминьданом и КПК за влияние на кинопроизводителей (а через них — на настроения масс). Тем не менее экономическая ситуация стала ухудшаться, компания начала терять деньги. В 1936 году Ло Минъю покинул руководство компании, а Ли Миньвэй на основе студии № 1 возродил собственную кинокомпанию «Миньсинь». Когда в результате Второго Шанхайского сражения гоминьдановские войска оставили Шанхай, произошёл коллапс кинокомпании «Ляньхуа».
По окончании Второй мировой войны в Шанхай вернулся Цай Чушэн, который возродил название «Ляньхуа», основав «Кинообщество Ляньхуа». Оно, в свою очередь, превратилось в одну из самых значительных кинокомпаний эпохи — «Куньлунь».

## Фильмы кинокомпании Ляньхуа, оставившие заметный след в истории
- «Любовь и дела» (1931, реж. Бу Ваньцан)
- «Городская ночь» (1933, реж. Фэй Му)
- «Богиня» (1934, реж. У Юнган)
- «Новые женщины» (1934, реж. Цай Чушэн)
- «Большая дорога» (1934, реж. Сунь Юй)
- «Кровь на Волчьей горе» (1936, реж. Фэй Му)